# Paracortina leptoclada
Paracortina leptoclada är en mångfotingart som beskrevs av Wang och Zhang 1993. Paracortina leptoclada ingår i släktet Paracortina och familjen Paracortinidae. Inga underarter finns listade i Catalogue of Life.